# 14 Iced Bears
14 Iced Bears war eine britische Musikgruppe, die 1985 gegründet wurde und sich 1992 wieder auflöste. Die Musik wird dem Indie-Pop mit Einflüssen aus Psychedelic Rock und Post-Punk zugeordnet.

## Bandgeschichte
Gegründet wurde die Gruppe Mitte 1985 von Sänger und Gitarrist Rob Sekula in London. Zur ersten vollständigen Besetzung gehörten Bassist Alan White und Schlagzeuger Nick Emery. Wenig später verlegte 14 Iced Bears seine Aktivitäten nach Brighton, am Bass wurde Alan White durch Dominic Mills ersetzt und mit Kevin Canham kam ein zweiter Gitarrist in die Band. Es folgte 1986 die erste Single Inside beim Plattenlabel Frank und die erste Peel Session im Oktober des Jahres. Gezeichnet von steten Besetzungswechseln um die Stammbesetzung Rob Sekula und Kevin Canham folgten weitere Singles, EPs und Splits sowie eine weitere Peel Session im Juli 1987. Im Jahr 1988 erschien bei Thunderball Records das selbstbetitelte Debütalbum. Aufgrund des Airplays bei amerikanischen College Radios wurde Geffen Records auf die Band aufmerksam, doch es kam zu keinem Plattenvertrag. Bei ihrem bisherigen Label Thunderball erschienen bis zu dessen Pleite mehrere weitere Singles. Das zweite Studioalbum Wonder erschien 1991 bei Borderline Records. Nachdem Rob Sekula entschieden hatte, nach London zurückzugehen, löste sich die Band 1992 auf. Anfang der 2010er Jahre reformierte sich die Band für zwei Tourneen durch die USA, die Aufnahme von neuen Songs ist jedoch nicht geplant.

## Musikstil
Die Musik der Band wird unter den Sammelbegriff Pop-Rock gefasst und als stark melodiebetont bezeichnet. Die Bandbreite reicht von eingängigem Pop (Inside) bis zu komplex arrangiertem Rock (Blue Suit), als bekanntestes Stück der Band gilt Balloon Song aus dem Jahr 1987. Die Inhalte der Liedtexte sind breit gefächert und behandeln auf hintergründige ebenso wie auf direkte Art Gefühlsthemen wie Liebe, Verwirrung oder Neugier.

## Diskografie
Alben
- 1988: 14 Iced Bears (Thunderball Records)
- 1991: Wonder (Borderline Records)

Singles (Auswahl)
- 1986: Inside (Frank)
- 1987: Balloon Song (Frank)
- 1988: Come Get Me (Sarah Records)
- 1989: Mother Sleep (Thunderball Records)
- 1989: World I Love (Thunderball Records)
- 1991: Hold On (Thunderball Records)
- 1992: Julia Dream (Mermaid Records, Live-Coverversion eines Stückes von Pink Floyd)

Kompilationen
- 1990: Precision (Singles 1986–1989) (Thunderball Records)
- 1998: Let the Breeze Open Our Hearts (Overground Records)
- 2001: In the Beginning (Slumberland Records, enthält beide Peel Sessions)
- 2013: Hold On Inside: Complete Recordings 1991–1986 (Doppel-CD, Cherry Red Records)

## Belege
1. 1 2  Stuart Huggett: Indietracks interview #18: 14 Iced Bears. In: Indietracks. 28. Juni 2012, abgerufen am 1. September 2016 (englisch).
2. 1 2  Dave Heaton: 14 Iced Bears: In the Beginning. In: popmatters. Abgerufen am 1. September 2016 (englisch).